# Сэгята
«Сэгята» (рум. AFC Săgeata Năvodari) — румынский футбольный клуб из города Нэводари.

## История
В конце июля 2010 года владельцы, «КАК Саджета Стиеру» решил сменить название и прописку своей команды, в итоге клуб стал называться АФК Сэгята Нэводари. Таким образом продолжая футбольные традиции в Нэводари после роспуска ЗС Нэводари.
В первой половине сезона 2010/11 Сэгята занял 2 место в лиге II. К концу сезона АФК Сэгята финишировала в чемпионате на 3-м месте. Но ещё не все было потеряно, потому что ФФР решила, что плей-офф раунд будет сыгран между «Воинтой» и Сэгята за последние вакантные места в 2011/12 Лиге I. Но всё же и это не помогло клубу повысится в классе. Сэгята проиграла Воинто со счетом 0:2.
В сезоне 2012/13 клуб сумел выполнить поставленную пред ним задачу по выходу в Лигу I.

## Стадион
В лиге II АФК Сэгята играл домашние матчи на стадионе Петромида Нэводари, но после того, как клуб вышел в Лигу I, ему пришлось проводить свои матчи на «Фарул Стадион», так как Петромида Нэводари не подходил по требованиям высшей лиги.

## Известные игроки
- Александру Влад
- Иоан Мера

## Тренеры
- Константин Гаш (14 июля 2011 — 11 апреля 2012)
- Константин Фунда (11 апреля 2012 — 20 апреля 2012)
- Ауер Сунда (20 апреля 2012 — 23 января 2013)
- Константин Гаш (25 января 2013 — 25 апреля 2013)
- Михай Гули (25 апреля 2013 — 17 июня 2013)
- Тибор Сшмулимес (17 июня 2013 — 10 декабря 2013)
- Георге Бутои (10 декабря 2013 — 20 декабря 2013)
- Каталин Ангел (20 декабря 2013 — н.в.)